# 임세형
임세형(1965년~ )는 KBS 시사교양국의 전 프로듀서이다. 1991년 KBS 시사교양 프로듀서(PD)로 입사하였고 주요 작품으로는 2007년에 제작한 인사이트 아시아 - 차마고도가 있다. 2023년 11월 KBS 제작1본부장에 임명되었고 2024년 1월 KBS를 퇴사하였다.

## 경력
- KBS 시사교양국 PD
- KBS 콘텐츠개발실장 (부장급)
- KBS 시사교양국 CP (부장급)
- KBS 제작본부 TV프로덕션3담당 (실,국장급)
- KBS 제작1본부 본부장

## 연출한 프로그램
- 인사이트 아시아 - 차마고도